# Condicional material
O condicional material, também conhecido como implicação material, condicional funcional de verdade ou simplesmente condicional, é uma operação lógica.

## Condicional material
O condicional material conecta duas proposições através de uma constante lógica. Uma condição lógica, ou simplesmente condição, é quando um fator ocorre (necessariamente) se um outro fator ocorrer também. São fatores lógicos que determinarão uma ação. O condicional material pretende ser a versão formal do condicional na linguagem natural, o qual se expressa por meio de palavras como as seguintes:
- Se chover, então vou ao cinema.
- Vou ao cinema se chover.
- Quando chover, vou ao cinema.

Simbolicamente, o condicional material deve ser notado das seguintes maneiras:
{\displaystyle A\to B\,}
{\displaystyle A\supset B}, e em ocasiões:
{\displaystyle A\Rightarrow B\,}
Onde A e B são proposições quaisquer. As variáveis A e B se conhecem respectivamente como o antecedente e o consequente do condicional.
Em lógica proposicional, o condicional material é uma função de verdade binária, que devolve falso quando A é verdadeira e B é falsa, e devolve verdadeiro em qualquer outro caso. Em lógica de predicados, pode ser visto como uma relação de subconjunto entre a extensão de predicados (possivelmente complexos).

## Definição da implicação lógica
Em lógica binária, ocorrem apenas dois estados:
- Verdadeiro, representado pela letra V, ou pelo número 1.
- Falso, representado pela letra F, ou pelo número 0.

A implicação lógica é uma operação que verifica a seguinte tabela de verdade
| a | b | a → b |
| - | - | ----- |
| V | V | V     |
| V | F | F     |
| F | V | V     |
| F | F | V     |

ou de forma equivalente
| a | b | a ⇒ b |
| - | - | ----- |
| 1 | 1 | 1     |
| 1 | 0 | 0     |
| 0 | 1 | 1     |
| 0 | 0 | 1     |

### Hipótese e Tese
Na implicação a ⇒ b usam-se as designações:
- a é denominada hipótese;
- b é denominada tese.

A demonstração da tese é fundamentada pela hipótese, por uma sequência de passos lógicos.
(Por abuso de linguagem fala-se em hipóteses quando nos referimos a uma única hipótese formada pela conjunção de várias afirmações.
Além disso, usam-se hipóteses no contexto que são usualmente omitidas - por exemplo, as regras lógicas)
Se a hipótese for falsa, então qualquer tese pode ser demonstrada, porque por definição, a implicação é verdadeira sempre que se usa uma premissa falsa. Por isso a tese só tem relevância partindo de hipótese verdadeira.
Uma hipótese falsa pode servir para demonstrações por absurdo, já que deduzindo corretamente uma tese falsa (contradição), essa implicação só pode ser verdadeira se a hipótese for falsa (a ⇒ 0 é verdade só quando a=0).

### Condição suficiente e condição necessária
Sendo uma implicação a ⇒ b verdadeira, usam-se as seguintes designações:
- a é denominada condição suficiente para obtermos b
- b é denominada condição necessária para obtermos a

Quando se verificam ambas as implicações a ⇒ b e b ⇒ a, então a e b dizem-se condições necessárias e suficientes, dizendo-se ainda que a é equivalente a b (a ⇔ b, ou a se e só se b).

## Equivalências
Através de uma tabela de verdade é fácil ver que a implicação lógica se pode reduzir à negação com disjunção:

(a ⇒ b) ≡ (¬a)∨ b
porque
| a | ¬a | b | ¬a∨ b |
| - | -- | - | ----- |
| 1 | 0  | 1 | 1     |
| 1 | 0  | 0 | 0     |
| 0 | 1  | 1 | 1     |
| 0 | 1  | 0 | 1     |

Esta equivalência é usada nas generalizações, já que permite definir a implicação através das noções de negação e disjunção.
Por exemplo, afirmar que "ser homem implica ter cabeça", é equivalente a dizer que "não é homem" ou "tem cabeça".

### Contra-recíproco (ou contraposição)
Outra equivalência importante é a da contraposição, ou contra-recíproco:
(a ⇒ b) ≡ (¬b)⇒(¬ a)
que também pode ser verificada simplesmente com uma tabela de verdade
| a | b | ¬b | ¬a | ¬b⇒ ¬a |
| - | - | -- | -- | ------ |
| 1 | 1 | 0  | 0  | 1      |
| 1 | 0 | 1  | 0  | 0      |
| 0 | 1 | 0  | 1  | 1      |
| 0 | 0 | 1  | 1  | 1      |

Por exemplo, afirmar que "ser homem implica ter cabeça", é equivalente a dizer que "não ter cabeça implica não ser homem".